# Испанские эмигранты в СССР
Испанские эмигранты в СССР — граждане Испанской Республики, которые эмигрировали в СССР в 1939 году, после поражения республиканцев в гражданской войне.

## История
26 марта 1939 года было принято постановление Политбюро ЦК ВКП (б) «О въезде в СССР испанцев, интернированных во Франции», в котором разрешался въезд не более 500 человек. Всего в СССР эмигрировало не более 5 тыс. испанцев, учитывая членов семей эмигрантов, но не считая эвакуированных в СССР испанских детей.
В том числе, в СССР остались около 200 лётчиков республиканских ВВС, проходивших обучение в военно-летной школе в Кировабаде, а также около 240 моряков республиканского торгового флота.
Приёмом всех политических эмигрантов в СССР ведала советская секция Международной организации помощи борцам революции (МОПР). Она занималась вопросами переезда на территорию СССР, трудоустройства эмигрантов, оформления для них вида на жительство или принятия ими советского гражданства, помогала им одеждой и обувью. Первые месяцы в СССР испанские эмигранты провели в домах отдыха, а те, у кого было подорвано здоровье после французских лагерей для интернированных, прошли лечение в санаториях.
Взрослые эмигранты, в основном, не принимали советского гражданства, тогда как эвакуированные испанские дети почти все стали советскими гражданами.
Функционеры КПИ и группа военных, направленная на обучение в Академию им. М. В. Фрунзе, материально были обеспечены лучше, чем другие эмигранты, значительная часть которых работала на заводах рабочими. Вплоть до начала 1947 года некоторые получали пособия от МОПР.
Так как подавляющее большинство испанцев к началу Великой Отечественной войны не были советскими гражданами, призыву они не подлежали, но многие воевали на стороне СССР добровольцами. Так, в Отдельной мотострелковой бригаде особого назначения НКВД СССР, из состава которой формировались разведывательно-диверсионные отряды, забрасываемые в тыл врага, было 119 испанцев и 6 испанок. Энрике Листер, воевавший под именем Эдуарда Эдуардовича Лисицына, в 1944 году получил звание советского генерал-майора. Всего в составе РККА воевали около 800 испанцев, в том числе свыше 70 авиаторов. Согласно данным, которые предоставил московский Испанский центр, 151 из них погиб и 15 пропали без вести.
В 1956 году звание Героя Советского Союза было посмертно предоставлено Рубену Ибаррури, погибшему в 1942 году.
В 1946—1947 гг. была предпринята попытка переселения части испанских эмигрантов (464 человека) в Крым для создания там сельскохозяйственных кооперативов, однако это окончилась провалом.
Некоторые эмигранты разочаровались в советском режиме, проявляли диссидентские настроения.
Тем не менее, испанцев практически не коснулись политические репрессии, а основной причиной преследований, которым некоторые из них подвергались, было их стремление выехать из СССР. Например, в 1948 году испанский военный летчик Хосе Антонио Туньон Альбертос попытался бежать из СССР в дипломатическом багаже посольства Аргентины, но неожиданно в полёте стал задыхаться и обнаружил себя. Его приговорили к 25 годам лагерей за «измену Родине». По его показаниям затем был арестован Хулиан Фустер.
Испанские эмигранты старались постоянно держаться вместе как на работе, так и в свободное время. В Москве они часто собирались по выходным в кафе при Доме актёра на улице Горького, д. 14. Москвичи стали называть его «кафе Мадрид».
С 1947 по 1956 год эмигранты собирались в клубе имени Чкалова при московском авиазаводе № 30. Там возник небольшой культурный центр эмигрантов, у истоков которого стояли Луис Балагер, Хесус Саис и Энрике Сафра.
В начале 1960-х годов в Москве был создан Испанский центр. Он много раз переезжал и в итоге занял два этажа в здании по адресу: ул. Кузнецкий мост, д. 18/7, где находится и поныне. До середины 1980-х годов он оставался местом встреч тех немногих испанцев, которые продолжали жить в Москве.
С 1956 года, когда стало возможным вести прямую переписку с Испанией, советский и испанский Красные Кресты добивались у франкистского испанского правительства разрешение на предоставление советским испанцам виз, чтобы те могли навестить родных и близких, о которых они ничего не знали в течение 20 лет.
Летом 1956 года Франко объявил амнистию для эмигрантов и разрешил им вернуться в Испанию. В течение 1956 года в Испанию из СССР вернулось 1692 человека, в 1957 году на родину вернулось ещё примерно 250 человек. Но более половины из них, не сумев приспособиться к испанской жизни, вскоре вернулись обратно в СССР. Некоторые репатрианты были арестованы и высланы из Испании по обвинению в подрывных действиях.
С 1957 по 1991 год в Испанию вернулось чуть больше 125 «советских испанцев». С 1991 по 1994 год в Испанию вернулись ещё около 160 человек; далее точная статистика отсутствует.
В марте 1957 года в Испании в рамках особых отношений США с Испанией был создан Центр специальных исследований для сбора и обработки информации об СССР, поступающей от репатриантов. Так началась операция ЦРУ, получившая название Project Ninos («Проект Дети»). За четыре года, по рассекреченным ЦРУ данным, было опрошено 1800 человек и получено около 2 тысяч «позитивных» разведывательных отчетов. Из тех репатриантов, кто вернулся обратно в СССР, некоторые были завербованы ЦРУ в качестве агентов. КГБ перлюстрировал переписку вернувшихся, прослушивал их телефонные разговоры, устанавливал за ними наружное наблюдение, сотрудники КГБ тайно проникали в квартиры находившихся под подозрением, но с поличным так никого и не поймали. Несколько завербованных ЦРУ сами явились с повинной.